# Mitrella carinata
Mitrella carinata är en snäckart som först beskrevs av Hinds 1844.  Mitrella carinata ingår i släktet Mitrella och familjen Columbellidae. Inga underarter finns listade i Catalogue of Life.